# Caiapós-gorotires
Os caiapós-gorotires são um dos subgrupo dos caiapós, que habita o Sul do estado brasileiro do Pará, mais precisamente a Área Indígena Kayapó.